# Venningbåda
Venningbåda är skär i Åland (Finland). De ligger i Skärgårdshavet och i kommunen Brändö i landskapet Åland, i den sydvästra delen av landet. Öarna ligger omkring 68 kilometer nordöst om Mariehamn och omkring 240 kilometer väster om Helsingfors.
Arean för den av öarna koordinaterna pekar på är 0,5 hektar och dess största längd är 140 meter i sydöst-nordvästlig riktning. Trakten är glest befolkad. Det finns inga samhällen i närheten.